# Siphonogorgia retractilis
Siphonogorgia retractilis är en korallart som först beskrevs av Harrison 1908.  Siphonogorgia retractilis ingår i släktet Siphonogorgia och familjen Nidaliidae. Inga underarter finns listade i Catalogue of Life.